# Euptychia renatina
Euptychia renatina är en fjärilsart som beskrevs av Hayward 1954. Euptychia renatina ingår i släktet Euptychia och familjen praktfjärilar. Inga underarter finns listade i Catalogue of Life.